# Grande Basilique de Pliska
La Grande Basilique de Pliska est un ancien complexe architectural religieux orthodoxe qui comprenait une cathédrale, un palais épiscopal et un monastère, situé près de Pliska en Bulgarie.
Elle a été achevée vers 875 et est l'une des plus grandes basiliques du sud-est médiéval de l'Europe.
C'est le premier temple chrétien construit en Bulgarie après la christianisation de la Bulgarie. À la place de l'autel, il y avait un martyrium ou un temple païen.
Elle a été construite au IXe siècle, après la bataille de Pliska. C'est l'un des symboles du premier empire bulgare.